# Сири, Нил
Нил Сири (англ. Neil Seery; род. 30 августа 1979, Дублин) — ирландский боец смешанного стиля, представитель наилегчайшей весовой категории. Выступал на профессиональном уровне в период 2005—2017 годов, известен по участию в турнирах бойцовских организаций UFC и Cage Warriors, владел титулом чемпиона Cage Warriors в наилегчайшем весе.

## Биография
Нил Сири родился 30 августа 1979 года в Дублине, Ирландия. В молодости практиковал карате, бокс, кикбоксинг, позже освоил бразильское джиу-джитсу. Одновременно со спортивной карьерой работал на складе.

### Начало профессиональной карьеры
Дебютировал в смешанных единоборствах на профессиональном уровне в октябре 2005 года на турнире организации Fighting Network Rings, при этом свой первый бой проиграл сдачей. Затем дрался в небольших ирландских и британских промоушенах, большого успеха не имел, чередуя победы с поражениями.
В 2011 году присоединился к крупному британскому промоушену Cage Warriors, где в течение последующих нескольких лет одержал пять побед в шести боях, в том числе завоевал титул чемпиона в наилегчайшей весовой категории. Единственное поражение потерпел здесь от литовского самбиста Артемия Ситенкова, попавшись во втором раунде на рычаг локтя.

### Ultimate Fighting Championship
Имея в послужном списке 13 побед и 9 поражений, Сири привлёк к себе внимание крупнейшей бойцовской организации мира Ultimate Fighting Championship и в 2014 году подписал с ней эксклюзивный контракт на четыре боя. Дебютировал в октагоне UFC, заменив травмировавшегося Иана Маккола в поединке с Брэдом Пикеттом — считался в этом бою явным андердогом и проиграл единогласным судейским решением.
В июле 2014 года вышел в клетку против Фила Харриса, с которым раньше уже встречался и проиграл по очкам. На этот раз взял у него реванш, выиграв решением судей.
В 2015 году победил Криса Била, уступил Луису Смолке, с помощью «гильотины» принудил к сдаче Джона делос Рейеса, заработав при этом бонус за лучшее выступление вечера.
В мае 2016 года встретился с японцем Кёдзи Хоригути, уступив ему единогласным решением судей в трёх раундах.
Последний раз выступал на профессиональном уровне в июле 2017 года, потерпев поражение сдачей от бразильского проспекта Алесандри Пантоха. Вскоре по окончании этого поединка Нил Сири объявил о завершении спортивной карьеры.

## Статистика в профессиональном ММА
| Боёв 29          | Побед 16 | Поражений 13 |
| ---------------- | -------- | ------------ |
| Нокаутом         | 6        | 1            |
| Сдачей           | 6        | 6            |
| Решением         | 4        | 5            |
| Дисквалификацией | 0        | 1            |

| Результат | Рекорд | Соперник          | Способ                 | Турнир                                  | Дата             | Раунд | Время | Место                      | Примечание                                       |
| --------- | ------ | ----------------- | ---------------------- | --------------------------------------- | ---------------- | ----- | ----- | -------------------------- | ------------------------------------------------ |
| Поражение | 16-13  | Алешандре Пантожа | Сдача (удушение сзади) | UFC Fight Night: Nelson vs. Ponzinibbio | 16 июля 2017     | 3     | 2:31  | Глазго, Шотландия          |                                                  |
| Поражение | 16-12  | Кёдзи Хоригути    | Единогласное решение   | UFC Fight Night: Overeem vs. Arlovski   | 8 мая 2016       | 3     | 5:00  | Роттердам, Нидерланды      |                                                  |
| Победа    | 16-11  | Джон делос Рейес  | Сдача (гильотина)      | UFC Fight Night: Holohan vs. Smolka     | 24 октября 2015  | 2     | 4:12  | Дублин, Ирландия           | Выступление вечера.                              |
| Поражение | 15-11  | Луис Смолка       | Единогласное решение   | UFC 189                                 | 11 июля 2015     | 3     | 5:00  | Лас-Вегас, США             |                                                  |
| Победа    | 15-10  | Крис Бил          | Единогласное решение   | UFC on Fox: Gustafsson vs. Johnson      | 24 января 2015   | 3     | 5:00  | Стокгольм, Швеция          |                                                  |
| Победа    | 14-10  | Фил Харрис        | Единогласное решение   | UFC Fight Night: McGregor vs. Brandao   | 19 июля 2014     | 3     | 5:00  | Дублин, Ирландия           |                                                  |
| Поражение | 13-10  | Брэд Пикетт       | Единогласное решение   | UFC Fight Night: Gustafsson vs. Manuwa  | 8 марта 2014     | 3     | 5:00  | Лондон, Англия             |                                                  |
| Победа    | 13-9   | Микаэль Силандер  | Сдача (рычаг локтя)    | Cage Warriors: 55                       | 1 июня 2013      | 3     | 3:57  | Дублин, Ирландия           | Выиграл титул чемпиона CWFC в наилегчайшем весе. |
| Победа    | 12-9   | Пол Марин         | TKO (ногой в корпус)   | Cage Warriors: 53                       | 13 апреля 2013   | 1     | 1:22  | Глазго, Шотландия          |                                                  |
| Победа    | 11-9   | Карл Харрисон     | Единогласное решение   | Cage Warriors: 49                       | 27 октября 2012  | 3     | 5:00  | Кардифф, Уэльс             |                                                  |
| Победа    | 10-9   | Марк Платтс       | Сдача (удушение сзади) | Cage Warriors: 47                       | 2 июня 2012      | 2     | 2:46  | Дублин, Ирландия           |                                                  |
| Поражение | 9-9    | Артемий Ситенков  | Сдача (рычаг колена)   | Cage Warriors: 46                       | 23 февраля 2012  | 1     | 0:55  | Киев, Украина              |                                                  |
| Победа    | 9-8    | Нико Гьока        | KO (удары руками)      | Cage Warriors: 44                       | 1 октября 2011   | 2     | 4:04  | Лондон, Англия             |                                                  |
| Победа    | 8-8    | Дэмиен Руни       | Единогласное решение   | CC 7: Fields vs. Kelly                  | 13 ноября 2010   | 3     | 5:00  | Белфаст, Северная Ирландия |                                                  |
| Поражение | 7-8    | Фил Харрис        | Единогласное решение   | BAMMA 3                                 | 15 мая 2010      | 3     | 5:00  | Бирмингем, Англия          |                                                  |
| Поражение | 7-7    | Джорди Пойте      | Сдача (рычаг колена)   | CW 12: Nightmare                        | 29 ноября 2009   | 2     | 0:17  | Белфаст, Северная Ирландия |                                                  |
| Победа    | 7-6    | Эрикас Сусловас   | Сдача (рычаг локтя)    | Bushido Lithuania: Hero’s 2009          | 14 ноября 2009   | 1     | 0:29  | Вильнюс, Литва             |                                                  |
| Победа    | 6-6    | Нил Маклеод       | Сдача (рычаг локтя)    | Extreme Brawl                           | 5 сентября 2009  | 3     | 1:02  | Лондон, Англия             |                                                  |
| Победа    | 5-6    | Нил Маклеод       | TKO (удары руками)     | Extreme Brawl                           | 21 марта 2009    | 2     | 4:57  | Лондон, Англия             |                                                  |
| Поражение | 4-6    | Джеймс Дулан      | Сдача (треугольник)    | Strike and Submit 9                     | 8 февраля 2009   | 1     | 1:59  | Гейтсхед, Англия           |                                                  |
| Поражение | 4-5    | Андреас Ловбранд  | TKO (травма колена)    | Tribal Warfare                          | 20 сентября 2008 | 3     | N/A   | Голуэй, Ирландия           |                                                  |
| Победа    | 4-4    | Питер Уилсон      | TKO (удары руками)     | Ultimate Fighting Revolution 14         | 21 августа 2008  | 2     | N/A   | Белфаст, Северная Ирландия |                                                  |
| Победа    | 3-4    | Стив Маккомб      | Сдача (удушение сзади) | Ultimate Fighting Revolution 13         | 18 мая 2008      | 2     | 4:56  | Лурган, Северная Ирландия  |                                                  |
| Победа    | 2-4    | Хусен Мухамед     | TKO (удары руками)     | Cage of Truth 2                         | 8 марта 2008     | 2     | N/A   | Дублин, Ирландия           |                                                  |
| Поражение | 1-4    | Андреас Ловбранд  | Раздельное решение     | Ultimate Fighting Revolution 10         | 6 октября 2007   | 3     | 5:00  | Голуэй, Ирландия           |                                                  |
| Поражение | 1-3    | Пол Маквей        | Сдача (удушение сзади) | Cage Rage Contenders: The Real Deal     | 26 мая 2007      | 1     | 1:10  | Дублин, Ирландия           |                                                  |
| Победа    | 1-2    | Стив Маккомб      | TKO (удары руками)     | Ring of Truth 6                         | 17 февраля 2007  | 1     | 4:25  | Дублин, Ирландия           |                                                  |
| Поражение | 0-2    | Микки Янг         | DQ (соккер-кик)        | Ring of Truth 4                         | 29 апреля 2006   | 1     | N/A   | Дублин, Ирландия           |                                                  |
| Поражение | 0-1    | Майкл Леонард     | Сдача (треугольник)    | RINGS Ireland: Reborn                   | 15 октября 2005  | N/A   | N/A   | Дублин, Ирландия           |                                                  |